# アンナ・ポロヴェツカヤ
アンナ・ポロヴェツカヤ（ポロヴェツのアンナ）（ロシア語: Анна Половецкая、? - 1111年10月7日）は、キエフ大公フセヴォロドの二人目の妻である。

## 生涯
アンナはポロヴェツ族族長の娘という説が一般的であるが、史料上にそれを裏付ける記述はない。また、アンナは『イパーチー年代記・フレーブニコフ写本(ru)』に記された名前であり、両親や出生名（アンナは聖名）は不明である。、
1067年にキエフ大公フセヴォロドの最初の妻(ru)（コンスタンティノス9世モノマコスの娘か）が死去し、おそらくその翌年にフセヴォロドと結婚した。1093年にフセヴォロドが没した後もキエフに住み、キエフの人々から敬意を集めていた。
1097年、アンナの義理の子ウラジーミル（ウラジーミル・モノマフ）が、キエフ大公位にあったスヴャトポルクをキエフに囲むと、アンナとキエフ府主教ニコライは両者の仲裁役を務めた。
1111年10月7日に死去し、聖アンドレイ修道院(ru)に埋葬された。なお修道院の典院は、義理の娘のアンナ(ru)であった。

## 子女
- ロスチスラフ（1070年 - 1093年5月26日）
- エウプラキヤ（1071年 - 1109年） - 神聖ローマ皇帝ハインリヒ4世と結婚
- エカテリーナ（1108年8月11日没） - 修道女
- マリヤ（1086年没）